# Hermann Remsperger
Hermann Remsperger (* 24. Dezember 1949 in Flörsheim am Main) ist ein deutscher Ökonom, ehemaliger Bankmanager und Hochschullehrer.

## Leben
Hermann Remsperger studierte nach dem Abitur an der Johann Wolfgang Goethe-Universität Frankfurt am Main Volkswirtschaftslehre. Danach war er dort als wissenschaftlicher  Assistent tätig und promovierte dort dann mit einer Arbeit über regelgebundene Geld- und Finanzpolitik.
An der Universität wurde er 1979 Lehrbeauftragter und war von 1990 bis 2014 Honorarprofessor für Geldpolitik und internationale Währungsfragen. Von 1984 bis 1998 war er Chef-Volkswirt der BHF-Bank. Im gleichen Jahr wurde er auf Vorschlag der Bundesregierung von Bundespräsident Roman Herzog zum Mitglied des Direktoriums der Deutschen Bundesbank ernannt. Von Mai 2002 bis April 2009 war er dort dann Vorstandsmitglied und vertrat die geld- und währungspolitischen Belange und Interessen der Bundesrepublik Deutschland ab 2006 „außenpolitisch“ in internationalen Organisationen und Gremien der G7, G20, BIZ, OECD und im FSF.
Von 2002 bis 2015 war er ehrenamtlicher Gründungsvorsitzender des Stiftungsrates der Stiftung Geld und Währung und trug maßgeblich zum Aufbau und zur Weiterentwicklung der Stiftung bei, die unter anderem 2004 entscheidende Impulse für die Gründung des Institute for Monetary and Financial Stability (IMFS) geben konnte, in dessen Kuratorium Remsperger Vorsitzender war. Eines seiner besonderes Anliegen war in diesem Amt die Unterstützung des jungen akademischen Nachwuchses bei der Erforschung neuer geld- und währungspolitischer Fragestellungen. Die Einrichtung mehrerer Graduiertenkollegs, z. B. an der Martin-Luther-Universität Halle-Wittenberg, der Friedrich-Schiller-Universität Jena und der Johann Wolfgang Goethe-Universität Frankfurt wie auch die Förderung der interdisziplinäre Studie von Elke Gurlit und Isabel Schnabel zu Fragen der Finanzstabilität im Euroraum wie auch der Kommentar zur Europäischen Wirtschafts- und Währungsunion von Helmut Siekmann zählten unter anderem hierzu.
Remsperger war überdies von 1998 bis 2009 Schatzmeister des Vereins für Socialpolitik (VfS), danach dort als Kassenprüfer tätig. Zudem war er aktiv in der Gesellschaft für Wirtschafts- und Sozialwissenschaften und Mitglied im Wissenschaftlichen Beirat des Zentrums für Europäische Wirtschaftsforschung (ZEW), wo er sich unter anderem im Vorfeld der Evaluation durch die Leibniz-Gemeinschaft verdient machte. Er war ferner Vorsitzender des Forschungsbeirats des Center for Financial Studies (CFS) und Kurator des Instituts für bankhistorische Forschung (jetzt Institut für Bank- und Finanzgeschichte) sowie von 2007 bis 2015 des House of Finance (HoF). Er war Jury-Mitglied des von 2005 bis 2015 verliehenen Deutsche Bank Prize in Financial Economics. Auf regionaler Ebene war er Mitglied im Verwaltungsrat bzw. im Ortsteam von St. Katharina in Flörsheim-Wicker im Kirchenbezirk Main-Taunus, seit 2011 Beiratsmitglied des stationären Hospizes Lebensbrücke in Flörsheim, seit 2013 in der „Grünen Hilfe für Bedürftige in Flörsheim am Main“ (GALF) und Mitglied im Vorstand des Förderkreises Musik Main-Taunus e. V., der unter anderem als Veranstalter der Gallus-Konzerte in der Flörsheimer Pfarrkirche St. Gallus einen Teil der kulturellen Landschaft im Main-Taunus-Kreis und in der Rhein-Main-Region bilden.

## Auszeichnungen
- September 2016: Bundesverdienstkreuz 1. Klasse